# 公立学校
公立学校（こうりつがっこう）とは、一般的には初等教育、中等教育段階において無料の教育を施す学校のことを指す。多くは税金によって運営される。
日本では、地方公共団体が設立した学校のことを指すが、広義には国立学校も含める。

## 日本の公立学校
公立学校の設置者には、大きく分けて都道府県、市町村（市に東京都の区を含む）、そして組合（特別地方公共団体の組合）がある。地方独立行政法人である公立大学法人が設置する大学（以下「公立大学」。短期大学を含む）およびその附属学校もこれに含まれる。
国立学校（国、文部科学省）や私立学校（民間、学校法人・株式会社・個人）と区別する時に用いる用語である。地方公共団体の教育委員会や教育庁が管理を行う。これには、幼稚園、小学校から大学までが含まれる。ただし、公立大学の管理および執行については地方公共団体の長（都道府県知事、市町村長、一部事務組合の管理者）が行い、教育委員会は関与しない。
公立学校では特定の宗教、教派に依拠した宗教教育は行ってはならないが、クリスマスやハロウィン程度であれば容認される場合が多い。

### 幼稚園
公立幼稚園の管理・運営は基本的に市町村教育委員会が行う。都道府県の教育委員会が管理・運営する幼稚園はほとんど見られない。
- 公立幼稚園の教職員については当該公立幼稚園を設置する市町村教育委員会、都道府県教育委員会が採用（任命）し給与を負担する。

### 小学校・中学校・義務教育学校・高等学校・中等教育学校
小学校・中学校・義務教育学校・高等学校・中等教育学校の管理・運営は各地方公共団体の教育委員会が行う。
- 基本的に小中学校または義務教育学校は市町村教育委員会、高等学校は都道府県教育委員会が管理・運営をするが、中高一貫の中学校などでは都道府県立の場合もある。なお、小中学校または義務教育学校については市町村に設置義務が課せられている。
- 高等学校については基本的に都道府県教育委員会が管理・運営を行うが、市町村教育委員会でも設置・運営することができる。
- 公立小中学校・中等教育学校の前期課程に勤務する教職員（校長・教頭・教諭・助教諭・養護教諭・養護助教諭・学校栄養職員・事務職員）の任命権者は都道府県教育委員会（事務職員については一般行政職員の場合もある）であり給与を負担している（→県費負担教職員を参照）が、用務員、給食調理員などの単純労務職員については市町村教育委員会が任命権者であり、市町村が給与負担者である。また、市町村によっては小中学校に県費負担の事務職員のほかに市町村費の事務職員を置いているところもある。
- 学校職員の一部については、学校長が任命権者である職員もいる。
- 市町村立の中等教育学校の後期課程、高校の教職員については基本的に市町村教育委員会が任命権者であり、給与の負担者であるが、定時制課程の教員については都道府県教育委員会が任命権者であり給与負担者である。
- 県立中等教育学校・高校の教職員については都道府県教育委員会が任命権者であり、給与の負担者である。

公立小中学校は入学試験がなく、学齢に達した人には住民票と連動して就学通知が送られ、地元の公立小中学校に入学する。公立中高一貫校では作文や実技、適性検査などによる試験が課される。
公立高校は入試で内申書が重視され、地域によっては総合選抜・学校群制度（グループ制）や学区制などがあるため、希望した学校に進学できなかったり、通学区域が制限されたりするなどの特徴があった。それを嫌った受験生により、1970年代ごろから都市部にある公立高校の多くが難関大学合格者数を落とした。近年、学区撤廃や筆記試験重視、独自入試の導入などの改革が進んでおり、率先して行った都立高等学校では難関大学の合格者が大幅増加するなどして改革が高く評価されており、他の都道府県もそれを追うようにして改革が進められている。
しかし、公立高校が統廃合される事例は増えている。2022年時点の全国の高校数は4824校（国立15校、公立3489校、私立1320校）であり、1992年の全国高校数5001校から677校減少した。この677校という数字は廃校となった公立高校の数と同数であり、公立高校の統廃合が進んでいることを裏付けている。なお、国立高校と私立高校の数は、30年前とほとんど変わっていない。
全国的な傾向として、少子化や過疎化に伴う公立学校の統廃合は相次いでおり、平成23年度～平成30年度の統廃合数は平成の大合併時の統廃合と同じペースとなっている。例えば、茨城県では1976年～2005年度に111校が廃校になった。統廃合された学校の跡地活用は「廃校舎利活用型」「学校資源活用型」「新規施設建設型」「敷地活用型」に分類でき、所有運営は「公共所有／公共運営」「公共所有／民間運営」「民間所有／民間運営」に分類できる。過疎化に悩む農山村地域の場合、公立小中学校の廃校は地域に新たな子育て世代が定住しにくくなることを意味し、集落のさらなる少子高齢化を加速させる一要因となる。そのため、立地の都道府県外から全国募集を実施する高校も増加している。

### 特別支援学校
基本的に、公立特別支援学校の設置・管理・運営は都道府県教育委員会によるが、市町村教育委員会でも設置・管理・運営することができる。なお都道府県は、公立特別支援学校の設置義務が課せられている。
- 都道府県立・市町村立いずれの場合でも、特別支援学校の教職員は都道府県教育委員会が任命権者であり、給与の負担者である。ただし、市町村立特別支援学校に勤務する単純労務職員については市町村が任命権者・給与負担者である。

### 公立学校を巡る議論
学力格差
公立学校は、私立学校に比べて、学力を十分に伸ばすことができず、公私で格差がある。2007年に行われた全国学力調査では
平均正答率（小学6年）を比べると、基礎力を試す算数Aは公立82.1%に対し、私立は10ポイント高い92.1%。応用力を試す算数Bは公立63.6%、私立77.1%で、差は13.5ポイントと大きく開いた。国語も同じ傾向。私立は上位校の多くが参加していない。より引用
と私立学校の生徒の方が正答率が高かったことへの指摘がある。私立学校がある都市部はともかく、そもそも私立学校を選択肢として考慮できない地方部もあるため、公立学校の教育能力の「立て直し」を求める意見もある。
一方で、教育学者の藤田英典はこうした意見に疑問を呈し、批判の為の批判を繰り返すマスコミの論調の影響を指摘した上で、日本の義務教育は「制度・機能・実践の全ての面で、国際的に見て非常に高い水準にある」としている。また藤田は、日本の公教育の水準の高さは諸外国にも認められており、日本の公教育に学ぶべき点は多いと考えられていると指摘している。なお藤田によると、特に日本の公教育において諸外国から高く評価されているのは授業研究による絶え間ない教育技術の自己研鑽、教師集団の協働性、公立学校のコミュニティ性とケア機能であるとされる。
また「陰山メソッド」で知られ、教育再生会議や中央教育審議会の委員を歴任した隂山英男は、平成17年の中教審義務教育特別部会において、教育で世界一と言われることもあるフィンランドが家庭での教育機会が多い一方で日本はそういった状況となるのは難しくその分を教師が補っていると述べている。そして財務省が「義務教育費国庫負担金が増えている」という意見に対し「私は、この財政審に、大丈夫です、給与に見合っただけの仕事を教職員はしているということを申し上げたい」と発言している。
生徒の学力向上は学習塾をあてにせざるを得ないという意見もあるが、リクルート出身の民間人校長藤原和博はこの問題について、生徒の学力を1から5までの五段階に分けると、1と5（最低と最高）の生徒を学校だけで教えることは無理があると指摘し、1の生徒は従来ならば地域社会が面倒を見て来たが、近年の社会情勢の変化によってそれが難しくなっている、また5の生徒は塾に行ってくれというのが教員の本音だろうと話している。また藤原は前出の陰山とともにフィンランドの教育事情を視察し、「フィンランドは教員の数が多い」「うち（和田中）でも教員があと7人、8人居れば（フィンランドのような教育は）出来る」とコメントしている。
カリキュラムについては、知識の応用や自分で考える力といった、ゆとり教育の目玉の一つでもあった総合的な学習の時間については、ゆとり教育の不安を煽っていた日能研などの学習塾が、「総合的な学習の時間」を学べるサービスの提供を始めているなど、状況は混沌としたものとなってきている。この背景には、私立学校などの入学試験が知識の応用等を求める内容になってきたという状況があるとも指摘されている。

## イギリスの公立学校
イギリスの教育において公立学校 (「State School」または「Comprehensive」、あるいは選抜試験がある「Grammar School（グラマースクール）」) とは、政府によって出資された無料で教育を施す学校の事を指す。これは私立で有料のインデペンデント・スクール、非営利団体として扱われるパブリックスクールと対比される。

## 公立学校の問題
公立学校では授業料および給食費の未払いも問題となっている。